# のぶMy300%
のぶMy300%（のぶまいさんびゃくパーセント）は、アール・エフ・ラジオ日本とAM岐阜ラジオで放送されたアニメ系ラジオ番組である。

## 放送局等について
- アニメストリートとは異なり、ネット局はAM岐阜ラジオの1局のみで、同系列のラジオ関西での放送はされぬまま、番組は終了した。

### 放送時間
- RFラジオ日本（1422KHZ）　火曜日 26:30～（ウハウハ大放送内）
- AM岐阜ラジオ（1431KHZ）　月曜日 23:30～（終了後は集まれ昌鹿野編集部（CRK）を放送。）

| AM岐阜ラジオ 月曜23:30～ | AM岐阜ラジオ 月曜23:30～ | AM岐阜ラジオ 月曜23:30～ |
| 前番組                   | 番組名                   | 次番組                   |
| ------------------------ | ------------------------ | ------------------------ |
| VOICE CREW(23:00に移動)  | のぶMy300%               | 集まれ昌鹿野編集部       |

| スタブアイコン | サブスタブ | この項目は、まだ閲覧者の調べものの参照としては役立たない、ラジオ番組に関連した書きかけの項目です。この項目を加筆・訂正などしてくださる協力者を求めています（P:ラジオ/PJ:放送番組）。 |